# 바니야스 포위전
2011년 5월 7일, 시리아 민중봉기 기간 시리아군은 바니야스에서 시위 진압 작전을 시작했다. 정부는 테러 단체를 대상으로 했다고 발표했지만, 시리아 반정부군은 이를 민주화 시위대에 대한 탄압이라고 말했다. 이 작전은 5월 14일에 끝났다.

## 배경
2011년 3월 15일, 시리아 정부에 대한 시위 운동이 시작하면서, 시리아 대도시 전역에 대규모 시위가 시작되었다. 3월 18일, 수십년 동안 사회 불안정이 없었던 시리아에서 대규모 사회적 불안이 발생했다. 금요일 기도 이후, 인터넷 상에서 "존엄의 금요일"(아랍어: جمعة الكرامة)라 불리던 날에 부패한 정부의 퇴진을 요구하는 시위대 수천 명이 시리아 도시 거리에 움집했다. 시위대는 국가안보부 병력과 충돌하여 폭력 사태를 빚었다. 시위대는 "신, 시리아, 자유"와 반부패 구호를 외쳤다.
4월 9일, 알 수 없는 무장 괴한이 바니아스를 통과하는 군인 버스에 사격하여 군인 9명이 사망했다.
4월 10일, 바니아스에서 열린 시위에서 보안군과 시위대 사이 폭력적인 충돌이 발생했다. 총격으로 인해 3명에서 6명이 사망했으며, 보고에 따르면 경찰 1명이 무장 괴한에 살해되었다고 전했다.
4월 14일, 바니아스에 배치된 반정부군 저격수가 시리아 육군 군인 다수를 살해했다.

## 작전
5월 7일, 다라에서 성공적인 시위대 진압 작전 이후, 시리아 육군 전차는 3방향에서 공격하기 시작했다. 이 육군은 4월 10일 반정부 시위대에게 발포한 샤비하로 알려진 정부 충성파들이 장악한 수니파 지구에 진출했다. 작전 시작 이후 대규모 교전이 발생한 것으로 보고되었다.
다음 날, 전차 약 30대가 시내 중심으로 진출하여 도시를 순찰하기 시작했다. 시리아 해군 보트는 도시 해안선 근처에 배치되었다고 보고되었다. 특수부대 병력이 대규모 교전을 통해 도시 북부를 장악했다.
5월 14일, 군 병력이 도시 전체를 장악한 이후 철수했다.